# 北原義郎
北原 義郎（きたはら よしろう、1929年3月11日 - 2022年6月3日）は、日本の俳優、声優である。本名は中野 義雄（なかの よしお）。
北海道室蘭市出身。オーティ企画、西村事務所に所属していた。

## 来歴・人物
日本大学旧工学部（現・日本大学理工学部）卒業。
大学在学中に大映第4期ニューフェイスに合格。1953年『血闘』でデビュー。アクション作品『豹の眼』の主役など二枚目役で活躍した後、渋いバイプレイヤーに転向。実生活では山本富士子の恋人であった。
大映倒産後の1970年代からはテレビドラマに活躍の場を移し、時代劇の悪代官や刑事ドラマの悪徳社長や悪徳弁護士など、主に悪役を演じる。特に、卑屈で狭量な権力者役に持ち味を発揮した。水戸黄門シリーズにおいては歴代悪代官ゲスト出演回数ベスト10に入っている。また、特撮作品の博士役でもおなじみ。1980年代にはアニメ作品で声優としての実績も残している。
『仮面ライダーシリーズ』には複数作品に出演しており、『仮面ライダー』ではゲスト出演最多の3回、『仮面ライダーアマゾン』では主人公である山本大介/仮面ライダーアマゾンが日本に来るきっかけとなった高坂教授役を務めた。同シリーズのプロデューサーだった阿部征司の述懐によれば、「北原さんの演技は重厚で渋い、それでいてキャリアの割にはリーズナブルな出演料で出演してくださったんです。本当にありがたい俳優さんでしたね」とのこと。
自身の子どもたちが幼かった頃に、子供向け番組では悪役を演じないと決めていたという。
特技は殺陣。
2022年6月3日に死去したことを大映の元社員（宣伝部員）で著述家の中島賢が8日に公表した。93歳没。

## 出演作品（俳優）

### 映画
- 血闘（1953年、大映）
- こんな別嬪みたことない（1954年、大映）
- 五ツ木の子守唄（1954年、大映）
- 火の驀走（1955年、大映）- 佐々木大二郎
- 薔薇いくたびか（1955年、大映）
- 幻の馬（1955年、大映） -  時男
- 誘拐魔（1955年、大映）
- 君を愛す（1956年、大映）
- あこがれの練習船（1956年、大映）
- 豹の眼（1956年、大映） - 旭杜夫
- 豹の眼　青龍の洞窟（1956年、大映） - 旭杜夫
- 刑事部屋（1956年、大映）
- ふるさとの燈台（1957年、大映）
- 透明人間と蝿男（1957年、大映）
- 日露戦争勝利の秘史 敵中横断三百里（1957年、大映）
- 忠臣蔵（1958年、大映） - 間十次郎
- 海軍兵学校物語 あゝ江田島（1959年、大映） - 塚越教官
- 最高殊勲夫人（1959年、大映）
- お嬢吉三（1959年、大映）
- 細雪（1959年、大映）
- 花の大障碍（1959年、大映）
- いつか来た道（1959年、大映）
- 誰よりも君を愛す（1960年、大映）
- 黒い樹海（1960年、大映） - 西脇満太郎
- お嬢さん（1961年、大映） - 川上
- 釈迦（1961年、大映）
- 秦・始皇帝（1962年、大映）
- 黒の死球（1963年、大映）
- 新・忍びの者（1963年、大映） - 石田三成
- 傷だらけの山河（1964年、大映）
- ザ・ガードマン 東京用心棒（1965年、大映）
- ガメラシリーズ（大映）
  - 大怪獣ガメラ（1965年） - 桜井
  - 大怪獣決闘 ガメラ対バルゴン（1966年） - 天野教授
  - 大怪獣空中戦 ガメラ対ギャオス（1967年） - 青木博士
  - ガメラ対宇宙怪獣バイラス（1968年） - 正夫の父
- 白い巨塔 （1966年、大映） - 乾教授
- 海のＧメン 太平洋の用心棒（1967年、大映）
- 怪談雪女郎（1968年、大映）
- ジェットF104脱出せよ（1968年、大映） - 吉野一等空佐
- 蛇娘と白髪魔 （1968年、大映）- 南条吾郎
- 女の警察 乱れ蝶（1970年、日活）
- 刑事物語5 やまびこの詩（1987年、東宝）

### テレビドラマ
- 夫婦百景（1964年、NTV）
- 空手風雲児（1964年、NTV / 島津プロ）
- 日産スター劇場 / 喜劇あゝ巨人軍（1965年、NTV）
- ザ・ガードマン（TBS / 大映テレビ室）　
  - 第1話「黒い猫」（1965年） - 東京パトロール社大阪支部長
  - 第39話「わたしは人殺しなの」（1965年）
  - 第57話「危険を買う男」（1966年）
  - 第72話「暗殺指令」（1966年）
  - 第83話「ダイヤモンド襲撃」（1966年）
  - 第98話「現金輸送車絶体絶命」（1967年）
  - 第108話「ガードマン本部奇襲作戦」（1967年）
  - 第118話「大泥棒一家」（1967年）
  - 第133話「五十万人の中の誘拐」（1967年）
  - 第160話「帰って来た偽ガードマン」（1968年）
  - 第174話「死体と住む女」（1968年）
  - 第185話「命を張って賭場荒し」（1968年）
  - 第214話「黒いロケット」（1969年）
  - 第227話「怪談・霧の夜は殺人鬼が笑う」（1969年）
  - 第244話「史上最高のボーナス強盗」（1969年）
  - 第248話「初詣強盗団」（1970年）
  - 第250話「250回目は殺人結婚式」（1970年）
  - 第251話「狂女が乗った殺人自動車」（1970年）
  - 第273話「怪談・ミイラ墓の幽霊」（1970年）
  - 第288話「女子高生スキャンダル殺人」（1970年） 他
- 東芝日曜劇場 / 証文（1966年、TBS）
- 特別機動捜査隊（NET / 東映）
  - 第267話「焔の丘」（1966年） - 戸田
  - 第323話「新春寿捕物控 大江戸卍絵図」（1968年） - 新堂潔白
  - 第371話「下町の虹」（1968年）
  - 第405話「愛憎の吊り橋」（1969年） - 岩瀬
  - 第443話「桃色の報酬」（1969年） - 英輔
- 大河ドラマ / 三姉妹（1967年、NHK）
- 秘密指令883 第4話「はるかなる故郷」（1967年 - 1968年、フジテレビ）- 大滝組組長
- 銭形平次（CX / 東映）
  - 第54話「おんな牢」（1967年） - 加瀬仙十郎
  - 第415話「女すりの子守唄」（1974年）- 霜野源十郎
  - 第432話「悪の装い」（1974年）- 越後屋
  - 第454話「地獄河岸」（1975年）- 伊庭十郎
  - 第486話「十手に散った白い蟻」（1975年）- 内藤備中
  - 第521話「平次一番勝負」（1976年）- 真砂屋庄兵ヱ
  - 第554話「銭埋む! 百三十五両」（1976年）- 井筒屋
  - 第580話「女の水鏡」（1977年）- 清五郎
  - 第629話「源太の証言」（1978年）- 備後屋
  - 第698話「心のかけ橋」（1979年）- 駿河屋伝兵ヱ
  - 第833話「対決! 護寺院ヶ原」（1982年） - 木曽屋
  - 第886話「悲しき嘘」（1984年）
- ローンウルフ 一匹狼 第18話「殺しの依頼人」（1968年、NTV / 東映）
- 風 第40話「刀の中の顔」（1968年、TBS / 松竹） - 本村采女
- キイハンター（TBS / 東映）
  - 第3話「誘拐の城」（1968年）
  - 第36話「金庫に消えた女」（1968年）
  - 第66話「本日開店怪盗ルパン」（1969年）
  - 第70話「殺人部隊・荒野を行く」（1969年）
  - 第80話「暗闇のドッキリ大作戦」（1969年）
  - 第84話「殺人狂騒曲」 (1969年)
  - 第95話「俺は世界の賞金稼ぎ」（1970年） - 氷室
  - 第97話「殺人美容法教えます」（1970年）
  - 第100話「妖婆と宝石泥棒」 (1970年)
  - 第113話「殺人鬼と仲よし大作戦」 (1970年)
  - 第123話「私たちは死にたくない」 (1970年)
  - 第129話「海賊ども上陸3秒前」（1970年）
  - 第138話「早射ち狙撃銃 ワルサーKKM」（1970年）
  - 第193話「情無用 現ナマに手を出すな!」（1971年）- 重宗
  - 第216話「ギャーッ! 女だけを殺す病院」（1972年）
  - 第233話「美女とドクロの首飾り」（1972年）- 桂
  - 第248話「殺し屋ども、何人でも来い!」（1972年）
- 37階の男 第13話「キッスと手錠」（1968年、NTV / 東宝､宝塚映画)
- バンパイヤ 第26話「亡びゆく悪魔」（1969年、CX / 虫プロ商事） - 署長
- プロファイター 第9話「ダイヤの目をした女」（1969年、NTV / 宝塚映画）
- 日本任侠伝（1969年、NET / 東映）
  - 第1シリーズ 第1話「国定忠治」 - 玉村の京蔵
  - 第2シリーズ 第1話「灰神楽三太郎」
- 花のお江戸のすごい奴 第5話「亡者の剣」（1969年、CX / 東映 / 新国劇） - 奥村主水正
- プレイガールシリーズ（12ch / 東映）
  - プレイガール
    - 第12話「女の裸は高くつく」（1969年）
    - 第26話「女が野生に帰るとき」（1969年）
    - 第69話「殺しの前に入浴を」（1970年）

  - プレイガールQ
    - 第11話「あの肌に銃をもう一度」（1974年） - 高坂猛
    - 第57話「女が男に負けるとき」（1975年） - 牛田
- フラワーアクション009ノ1 第9話「縁結びトランプ仁義」（1969年、CX / 東映） - 高井
- 五番目の刑事 第12話「バカは死ななきゃタメゴロー」（1969年、NET / 東映） - 箱田大造
- 江戸川乱歩シリーズ 明智小五郎 第21話「復讐のメロディーが聞こえる」（1970年、12ch / 東映）
- 素浪人 花山大吉 第97話「異国の空で泣いていた」（1970年、NET / 東映） - 三崎屋房五郎
- 日本怪談劇場　第6話「四谷怪談　稲妻の巻」第7話「四谷怪談　水草の巻」（1970年 東京12チャンネル） - 伊藤屋喜兵衛
- 大忠臣蔵（1971年、NET / 三船プロ） - 松野河内守
- 水戸黄門（TBS / C.A.L）
  - 第2部 第16話「佐渡恋情 -佐渡-」（1971年1月11日） - 釣原重房
  - 第3部 第19話「姿なき復讐 -徳島-」（1972年4月3日） - 松崎典膳
  - 第4部（1973年）
    - 第5話「黒いひげの黄門さま -長岡-」 - 山野兵庫　
    - 第29話「しのびの殿さま -郡山-」 - 守山外記　

  - 第5部（1974年） 
    - 第8話「一寸の虫にも五分の魂 -金沢-」 - 前田左京
    - 第25話「黄門爆殺計画 -長崎-」 - 竹下采女正

  - 第6部（1975年）
    - 第6話「あかね雲 -山鹿-」 - 島田勘兵衛　
    - 第14話「弥七二人旅 -津山-」 - 熊沢典膳　
    - 第31話「人情潮来節 -潮来-」 - 大川権右衛門　

  - 第7部 第31話「助さん格さん子守唄 -渋川-」（1976年12月20日） - 落合弥平次
  - 第8部
    - 第6話「自慢高慢馬鹿のうち -駿府-」（1977年8月22日） - 西原伊衛門　
    - 第25話「初春博多囃子 -博多-」（1978年1月2日） - 倉石九太夫

  - 第9部 第16話「百万石の味自慢 -金沢-」（1978年11月20日） - 石川主水
  - 第10部（1979年）
    - 第6話「天下の怪盗光右衛門 -駿府-」 - 岡部八太夫　
    - 第20話「名工二代志野茶碗 -多治見-」 - 榊原大膳　

  - 第11部（1980年）
    - 第14話「河豚にあたった若旦那 -仙台-」 - 広瀬宗兵衛　
    - 第17話「親不孝トンテンカン -三条-」 - 中神祐之介　

  - 第12部
    - 第3話「黄門様の盗っ人仁義 -府中-」（1981年9月14日） - 殿村外記　
    - 第12話「八兵衛身代り危機一髪 -徳島-」（1981年11月16日） - 安川惣右衛門　
    - 第22話「秘伝の薬で悪退治 -富山-」（1982年1月25日） - 島田玄蕃　

  - 第13部 第9話「危機一髪! 火薬小屋の対決 -岡崎-」（1982年12月13日） - 沢田七左衛門　
  - 第14部
    - 第9話「悪を蹴散らす南部駒 -八戸-」（1983年12月26日） - 梶川関之助
    - 第36話「夫婦喧嘩で悪退治 -徳島-」（1984年7月2日） - 戸沢主計

  - 第15部（1985年）
    - 第13話「娘が救った酔いどれ大工 -山口-」 - 横目大吉
    - 第30話「男度胸の木曽節仁義 -木曽福島-」 - 郡司友之助

  - 第16部 第23話「涙で誓った盗っ人仁義 -長岡-」（1986年9月29日） - 丹沢六助
  - 第17部 第15話「南国土佐のいごっそ女房 -高知-」（1987年12月7日） - 大富頼母
  - 第18部
    - 第8話「泥棒夫婦の大予言 -追分-」（1988年10月31日） - 田宮儀平次
    - 第18話「怨みの仮装舞踏会 -長崎-」（1989年1月16日） - 肥田門之丞

  - 第19部
    - 第5話「謎の剣士!烏天狗 -中村-」（1989年10月23日）- 猪塚長十郎
    - 第20話「姫が暴いた悪企み -高山-」（1990年2月12日） - 篠山頼母

  - 第20部
    - 第6話「夢を叶えた夫婦花火 -吉田-」（1990年12月3日） - 沼野大膳
    - 第25話「紫頭巾が悪を斬る -中津-」（1991年4月29日） - 飯塚左兵衛
    - 第43話「男意地気の離縁状 -一関-」（1991年9月2日） - 倉岡権十郎

  - 第21部（1992年）
    - 第4話「母恋し娘馬子唄 -米子-」 - 吉岡大膳
    - 第23話「母の秘密は卍の入れ墨 -敦賀-」 - 大貫陣十郎

  - 第22部 第15話「牢屋に入った黄門様 -広島-」（1993年8月23日） - 沼田九郎右衛門
  - 第23部
    - 第12話「兄の敵はお殿様 -山中-」（1994年10月24日） - 枡井帯刀
    - 第31話「格さんは夫の敵 -丸亀-」（1995年3月13日） - 黒沢喜太夫

  - かげろう忍法帖 第3話「闇に蝶が舞う -津和野-」（1995年6月5日） - 諸山図書
  - 第24部（1996年）
    - 第20話「駕籠屋と消えた黄門様 -出雲-」 - 黒川軍太夫
    - 第29話「兄を憎んだ弟の涙 -鶴岡-」 - 臼倉宗源
- 清水次郎長 第14話「もっとやれ!夫婦喧嘩」（1971年、CX /  東映・タケワキプロ）　- 蛇山の勘次
- 仮面ライダーシリーズ（MBS / 東映）
  - 仮面ライダー
    - 第30話「よみがえる化石 吸血三葉虫」（1971年） - 志村博士
    - 第56話「アマゾンの毒蝶ギリーラ」（1972年） - 片山俊作
    - 第87話「ゲルショッカー 死の配達人」（1972年） - 青野清

  - 仮面ライダーX 第8話「怪!? 小地球・中地球・大地球」（1974年） - 中条教授
  - 仮面ライダーアマゾン 第1話「人か? 野獣か? 密林から来た凄い奴!」（1974年） - 高坂教授
- 緊急指令10-4・10-10（1972年、NET / 円谷プロ）
  - 第1話「狂った植物怪獣」 - ヘンリー吉原
  - 第24話「黒いサソリの恐怖」 - 朝日奈泰之
- さすらいの狼 第8話「木曽路に竜を狙う影」(1972年、NET / 東映）
- お祭り銀次捕物帳 第14話「反乱の城下町」（1972年、CX/ 東映） - 吉田帯刀
- 人造人間キカイダー 第18話「クロカメレオン幻の大強奪作戦」（1972年、NET / 東映） - 市村隊長
- 地獄の辰捕物控 第7話「無縁仏が旅に出た」（1972年、NET / 東映）
- 荒野の素浪人 第1シリーズ 第26話「妖雲 笛吹川の人柱」（1972年、NET / 三船プロ） - 牧野平四郎
- なんたって18歳!（1972年、（TBS / 大映テレビ）
- 大江戸捜査網（12ch→TX / 三船プロ→ヴァンフィル）
  - 第83話「恋に生き海に泣く女」（1972年） - 巴屋
  - 第138話「復讐は俺にまかせろ!」（1974年） - 小野寺主膳
  - 第184話「前科なき殺人者」（1975年） - 北村主膳
  - 第200話「暗殺者たちの罠」（1975年） - 鳥越甲斐守
  - 第208話「捨て身の一匹侍」（1975年）- 黒田大膳
  - 第231話「無法街の辻駕籠」（1976年） - 赤木
  - 第256話「明日なき命の代償」（1976年） - 柳川内膳
  - 第286話「張り込み!」（1977年） - 鬼頭主膳
  - 第292話「異母兄弟の夜明け」（1977年） - 兵藤監物
  - 第302話「雲仙に響く銃声!」（1977年） - 仙石主水
  - 第328話「悲恋! 女賊の子守唄」（1978年） - 郷原修理亮
  - 第337話「御用金強奪の罠」（1978年） - 堀田大膳
  - 第359話「哀しき盗っ人の恩返し」（1978年） - 立花左近　
  - 第374話「姿なき目撃者」（1979年） - 芝山大膳
  - 第391話「大奥の紅い陰謀」（1979年） - 間部甲斐守
  - 第422話「少年が明かす炎の殺人集団」（1979年） - 松坂軍太夫
  - 第436話「そこつ長屋に春が来た」（1980年） - 大滝九郎兵衛
  - 第461話「人情 男涙の恩返し」（1980年） - 片桐主馬亮
  - 第475話「花吹雪炎に舞う一番纒」（1981年） - 津島主膳
  - 第496話「鈴の音が殺しを呼ぶ」（1981年） - 相良若狭守
  - 第537話「父よ母よ、暴走娘愚連隊」（1982年） - 坂崎土佐守
  - 第549話「品川遊廓おんな蟻地獄」（1982年） - 伊奈十兵衛
  - 第558話「女が燃えた! 非情の用心棒」（1982年） - 森川兵衛
  - 第585話「刺青殺人 妖艶やわ肌秘図」（1983年） - 山崎多門
  - 第633話「涙の再会! 素浪人はぐれ唄」（1984年） - 唐沢主膳
  - 新 大江戸捜査網 第10話「涙の子連れ犯科帳」（1984年） - 黒田修理亮
- 大岡越前 （TBS / C.A.L）
  - 第3部 第1話（1972年6月12日） - 吉松
  - 第4部 第14話「巷談 縛られ地蔵」（1975年1月6日） - 横井源太夫
  - 第9部 第22話「雪絵 誘拐危機一髪」（1986年3月24日） - 青山下野
  - 第12部 第12話「将軍救った鉄拳仁術」（1992年1月6日） - 奥野修理
  - 第13部 第9話「秋刀魚の煙が目にしみた」（1993年1月11日） - 倉橋頼母
- 素浪人 天下太平（1973年、NET / 東映）
  - 第8話「夕焼け子焼けの子守唄」 - 黒沼重太夫
  - 第22話「日暮れの道は遠い道」 - 氷川弥平太
- 非情のライセンス（NET / 東映）
  - 第1シリーズ
    - 第15話「兇悪の像」（1973年） - 山岡
    - 第31話「兇悪の報酬」（1973年） - 外科医
    - 第52話「兇悪」（1974年） - 小山所長

  - 第2シリーズ
    - 第17話「兇悪の誇り」（1975年） - 久原省三
    - 第37話「兇悪の倒産」（1975年） - 田代兼三
    - 第63話「兇悪のデザイン」（1975年） - 工藤課長
    - 第98話「兇悪の女将」（1976年） - 園田正夫

  - 第3シリーズ 第3話「兇悪の赤い薔薇・禁じられた愛」（1980年） - 江崎取締役
- アイフル大作戦（TBS / 東映）
  - 第15話「夏の夜の大はずれガールハント」(1973年)
  - 第45話「試験地獄! 裏口入学大作戦」(1974年)
- 水滸伝 第3話「熱砂の決斗」 - 第6話「梁山泊の夜明け」（1973年、NTV / 国際放映） - 王倫
- ご存知遠山の金さん（NET / 東映）
  - 第9話「狂った世直し」（1973年）
  - 第30話「私は人を殺した」（1974年）
- 右門捕物帖（NET / 東映）
  - 第6話「裏切り」（1974年）
  - 第41話「謎の蛇皮線」（1975年）
- ザ・ボディガード 第2話「よみがえる栄光の日々」（1974年、NET / 東映）
- 白い牙 第23話「葬いのバラード」（1974年、NTV / 大映テレビ） - 栗林社長
- バーディー大作戦（TBS / 東映）
  - 第28話「おんな死刑執行人」（1974年） - 関口
  - 第46話「芸術的に女を殺せ!」（1975年）
- ご存じ金さん捕物帳（NET / 東映）
  - 第5話「汚れた千両箱」（1974年）
  - 第21話「裁かれた幽霊」（1975年）- 五左ヱ門
- 破れ傘刀舟悪人狩り（NET / 三船プロ）
  - 第16話「復讐の狼」（1975年） - 岩城伝右衛門
  - 第18話「小さな目撃者」（1975年） - 原田重秀
  - 第43話「運命の標的」（1975年） - 相良直秀
  - 第71話「富くじ殺し札」（1976年） - 宮沢主膳
  - 第94話「十万石の罠」（1976年） - 小川若狭守
  - 第110話「天保ねずみ小僧異聞」（1976年） - 石田外記
  - 第127話「復讐の赤い矢」（1977年） - 平井監物
- がんばれ!!ロボコン 第24話「ドサガバン! 親切運動だぞ!!」（1975年、NET / 東映） - 草野部長
- 秘密戦隊ゴレンジャー 第4話「紅のキック! 砕けミクロ大作戦」（1975年、NET / 東映） - 無藤博士
- 俺たちの勲章 第13話「誘拐」（1975年、NTV / 東宝）
- 剣と風と子守唄 第17話「闇の宿場に咲く花火」（1975年、NTV / 三船プロ） - 片桐兵衛
- ザ★ゴリラ7 第18話「明日なき殺人ジャガー」（1975年、NET / 東映） - 権田良平
- 遠山の金さん 第1シリーズ（NET / 東映）
  - 第9話「逃がし屋を追え!!」（1975年）
  - 第48話「長命庵に散った夢」（1976年）- 市蔵
  - 第68話「いかさま稼業」（1977年） ｰ 寺社奉行･堀川庄之助
  - 第92話「雷雨の中の女」（1977年）- 籠屋元締 七兵衛
  - 第2シリーズ 第17話「待ちぼうけの女」（1979年）- 熊谷新兵ヱ
- 影同心II 第13話「（秘）進学塾甘い罠」（1976年、MBS / 東映） - 本多
- 十手無用 九丁堀事件帖 第18話「死を招く黄色い水」（1976年、NTV / 東映） - 天野丹下
- Gメン'75 第39話「ギャングに呼ばれた刑事」（1976年、TBS / 東映） - トーヨーカネツ工場長
- 太陽にほえろ! 第192話「2・8・5・6・3」（1976年、NTV / 東宝） - 滝田甲造
- 隠し目付参上（1976年、MBS / 三船プロ）
  - 第7話「金か命か体面か」 - 柿沼主馬
  - 第24話「ザ・カラテ! 姫の肌は紅に染まったか」 - 佐土原外記
- 子連れ狼 第3部 第7話「忍五輪」（1976年、NTV / ユニオン映画） - 鷹爪正道
- 人魚亭異聞 無法街の素浪人 第11話「氷菓子を富士山で」（1976年、NET / 三船プロ） - 東家万兵衛
- 江戸特捜指令 第20話「忍者暗躍! 雪中の爆薬輸送作戦」（1977年、MBS / 三船プロ）
- 桃太郎侍（NTV / 東映）
  - 第20話「夫婦纏が紅蓮に舞った」（1977年） - 大久保弾正
  - 第27話「袋小路の男」（1977年） - 村井
  - 第45話「からくり武士道」（1977年） - 多羅尾主膳
  - 第72話「絵筆に賭けた命」（1978年） - 北尾重政
  - 第81話「瞼に咲いた白い花」（1978年） - 嶋屋長五郎
  - 第108話「流転の女に情の傘」（1978年） - 尾張屋万蔵
  - 第140話「男涙のおけさ節」（1979年） - 千石安芸守
  - 第160話「地獄に墜ちた福の神」（1979年） - 酒井兵庫
  - 第184話「いかさま武士道」（1980年） - 藤川内膳
  - 第198話「この子どこの子だあれの子」（1980年） - 佐貫屋六兵衛
  - 第220話「追い出せ! 長屋のお邪魔虫」（1981年） - 石川但馬
  - 第242話「二つの影のある男」（1981年） - 倉田玄蕃
- 特捜最前線（ANB / 東映）
  - 第3話「禁じられた愛の詩」（1977年）
  - 第117話「落ちた手首が喋るとき!」（1979年）
  - 第372話「老刑事スニーカーを履く!」（1984年） - 岡野
- 破れ奉行（1977年、ANB / 中村プロ）
  - 第10話「愛と憎しみの挽歌」 - 神山刑部
  - 第29話「裏切りの暗黒街」 - 松平左馬之介
- 人形佐七捕物帳 第14話「朝泳ぐ女」（1977年、ANB / 東映） - 相模屋宇兵衛
- 柳生一族の陰謀 （KTV / 東映）
  - 第10話「血ぬられた婚礼」（1978年） - 秋山忠良
  - 第32話「姿なき敵」（1979年） - 米倉安芸守
- 達磨大助事件帳 第28話「大川端に散った恋」（1978年、ANB / 前進座 / 国際放映） - 平岡刑部
- 破れ新九郎 第9話、第10話「新九郎 西伊豆へ走る!（前編、後編）」（1978年、ANB / 中村プロ） - 利兵衛
- 暴れん坊将軍（ANB / 東映）
  - 吉宗評判記 暴れん坊将軍
    - 第35話「爆薬を抱いた花嫁」（1978年） - 黒坂刑部
    - 第57話「百鬼・一刀両断!」（1979年） - 青山左京太夫
    - 第81話「姿なき勇士たち」（1979年） - 黒柳左門
    - 第104話「日本一の花嫁御寮」（1980年） - 大内伊予守
    - 第118話「天下御免の盗ッ人修行」（1980年） - 仙石織部正
    - 第129話「父よあなたは偉かった」（1980年） - 逸見隼人正
    - 第151話「山吹色の佐渡おけさ」（1981年） - 土井大和守
    - 第178話「土俵に賭けた舞扇」（1981年） - 中泉主水正
    - 第194話「名もなく貧しき母子草」（1982年） - 駒沢内膳

  - 暴れん坊将軍II
    - 第7話「わらべ地蔵の子守唄」（1983年） - 横井伝十郎
    - 第57話「突っ張り娘の手毬唄」（1984年） - 日高但馬守
    - 第74話「猫に小判の父娘船!」（1984年） - 伊勢屋仁兵衛
    - 第104話「一大事! 花嫁候補勢揃い!」（1985年） - 宇津木頼母
    - 第129話「男の約束! 紀州の海鳴り」（1985年） - 稲田軍兵衛
    - 第167話「稲妻に裂かれた二人旅!」（1986年） - 戸田丹後守

  - 暴れん坊将軍III
    - 第3話「これぞ庶民の目安箱」（1988年） - 青山下総守
    - 第23話「愛を棄てた女」（1988年） - 戸田政兼
    - 第92話「誰がために母は泣く!」（1989年） - 前田兼政
    - 第119話「大江戸めおと花火」（1990年） - 占部詮房
- 赤穂浪士（1979年、ANB / 東映） - 室鳩巣
- 風鈴捕物帳 第12話「甦った男」（1979年、ANB / 東映）
- 土曜ワイド劇場（ANB）
  - ０計画(ゼロプラン)を阻止せよ（1979年）
  - 過去を消す女（1984年）
  - 整形花嫁の復讐（1985年）
  - 白衣の複合殺人（1987年）
- 鉄道公安官 第3話「長崎・女ひとり旅」（1979年、ANB / 東映） - 岩村五郎（大山総合病院理事長）
- 長七郎天下ご免!（ANB / 東映）
  - 第2話「誘拐! おさよ危機一髪」（1979年） - 堀田将監
  - 第24話「酒がかたきの極楽とんぼ」（1980年）- 間柴左門
  - 第41話「赤い幽霊屋敷」（1980年） - 佐野玄蕃頭
  - 第56話「ちゃんが覗いた火焔地獄」（1980年） - 秋葉紋太夫
  - 第77話「三万両の焦熱地獄」（1981年） - 土屋兵庫
  - 第95話「愛ふたたび 江戸のはぐれ鳥」（1981年） - 関谷孫兵衛
  - 第112話「白狐に哭いた浪花武士」（1982年） - 淀屋三右衛門
- ザ・スーパーガール （12ch / 東映）
  - 第10話「売春殺し・危うし警部」（1979年）
  - 第27話「夜の診察室・浮気に燃える人妻」（1979年） - 橋本一也
  - 第49話「入試地獄は詐欺の季節」（1980年）
- そば屋梅吉捕物帳 第5話「夜空に消えた父娘星」（1979年、12ch / 国際放映） - 浜村蔵人
- 服部半蔵 影の軍団 第16話「ヤバイ女に手を出すな!」（1980年、KTV / 東映）-久世山城守
- 探偵物語 第10話「夜の仮面」（1979年、NTV / 東映ビデオ） - 野川社長
- 大捜査線 第7話「明日からは泣かない」（1980年、CX / ユニオン映画）-岡村大造
- 特命刑事 第5話「小さな亡命者」（1980年、NTV / 東映） - 本庁幹部
- 爆走! ドーベルマン刑事 第5話「アレックス・完全犯罪に挑戦!」（1980年、ANB / 東映）
- ミラクルガール 第9話「女王の乳房を狙え」（1980年、12ch / 東映）- 坂本忠雄
- 雪姫隠密道中記 第12話「恐怖 怨みの死紋 -大阪-」（1980年、MBS / S.H.P.） - 神崎兵庫
- ウルトラマン80 （1980年、TBS / 円谷プロ） - ナンゴウ長官
  - 第13話「必殺! フォーメーション・ヤマト」
  - 第17話「魔の怪獣島へ飛べ!!（前編）」
  - 第22話「惑星が並ぶ日 何かが起こる」
  - 第24話「裏切ったアンドロイドの星」
- 新五捕物帳（NTV / ユニオン映画）
  - 第126話「吹きっ溜りの女」（1980年） - 森伝右衛門
  - 第139話「おんな川」（1981年） - 叶屋重兵衛
- プロハンター 第11話「泥棒紳士」（1981年、NTV / セントラル・アーツ）
- 松平右近事件帳（1982年、NTV / ユニオン映画）
  - 第6話「お店者無情」- 普請奉行・三谷仙十郎
  - 第23話「ねずみ講の罠」- 山室内膳正
- 源九郎旅日記 葵の暴れん坊（1982年、ANB / 東映）
  - 第13話「葵咲かせた白頭巾」 - 斎藤主水正
  - 第27話「さらば湯の町残侠伝」 - 富沢左近
- 西部警察 PART-II 第15話「ニューフェイス!! 西部機動軍団」（1982年、ANB / 石原プロ） - 尾藤
- ザ・ハングマンシリーズ（ABC / 松竹芸能）
  - ザ・ハングマンII 第8話「女子高生ラブホテル殺人事件」（1982年） - 宇田川理事長（鳳女学院）
  - 新ハングマン 第23話「美女をエサにする国際サラ金」（1984年） - 長嶺儀一郎（帝都商事社長）
  - ザ・ハングマン4 第5話「女高生が非行理事長に食いものにされる!」（1984年） - 羽多野完治（新星学園理事長）
  - ザ・ハングマンV 第16話「逆転夫婦の主夫がキャリア妻の仇を討つ!」（1986年） - 山口社長（山口金融）
  - ザ・ハングマン6 第13話「少女連続殺人はロリコン先生!」（1987年） - 佐伯進次郎
- 遠山の金さん（ANB / 東映）　※高橋英樹版
  - 遠山の金さん
    - 第48話「化け猫が喰べた九人の遊女!」（1983年） - 永井武部
    - 第53話「流転の旅芸人・面影橋の女!」（1983年）
    - 第91話「京の貴公子・綾小路菊麿さまお成り!」（1984年）
    - 第128話「喪服の女に忍びよる赤い罠!」（1985年）

  - 遠山の金さんII 第32話「母の死の謎!」（1986年）
- 必殺シリーズ（ABC / 松竹）
  - 必殺仕事人IV
    - 第3話「主水 老人問題を考える」（1983年） - 伝兵衛
    - 第27話「主水 未知と遭遇する」（1984年） - 大野忠清

  - 必殺仕事人V・旋風編 第13話「主水、化粧をする」（1987年） - 宮沢一学
- 右門捕物帖 第12話「江戸から消えた女」（1983年、NTV）
- 火曜サスペンス劇場（NTV）
  - バックミラーの中の女（1982年）
  - 突然の明日（1983年）
  - 狂った信号（1984年）
  - ロープ殺人事件（1985年、映像プロデュース）
- 長七郎江戸日記（NTV / ユニオン映画）
  - 第1シリーズ
    - 第12話「風流蛇女騒動記」（1984年） - 川口屋
    - 第46話「野盗秘聞」（1985年） - 矢野岩次郎
    - 第56話「母子武士道」（1985年） - 林田多門
    - 第85話「標的になった男」（1986年） - 北泉頼母

  - 第2シリーズ
    - 第10話「母ひとり旅」（1988年） - 馬場織部
    - 第31話「同心物語 父ありき」（1988年） - 由良豊後守
    - 第62話「十年目の危機」（1989年） - 川瀬鉄之助

  - 第3シリーズ 第22話「野菊と芋侍」（1991年） - 島田頼母
- 月曜ドラマランド / 乙女学園男子部 どっきり双子先生（1984年、CX）
- 流れ星佐吉 第12話「女医は大涙に濡れて」（1984年、KTV / 松竹）
- 気分は名探偵 第1話「夢野圭介絶体絶命!!」（1984年、NTV / ユニオン映画）
- 誇りの報酬 第27話「芹沢刑事・絶体絶命!」（1986年、NTV / 東宝） - 三宅病院院長
- 若大将天下ご免! （1987年、ANB / 東映）
  - 第17話「女ねずみ闇に跳ぶ!」 - 笹野右京太夫
  - 第27話「恐怖の水中舞踊!」 - 矢頭治郎太夫
- 三匹が斬る!シリーズ （ANB / 東映）
  - 三匹が斬る! 第4話「赤トンボ、花嫁行列通りゃんせ」（1987年） - 戸川左衛門
  - 続々・三匹が斬る!
    - 第3話「酒と女と小判漬け、悪徳家老に大変身!」（1990年） - 竹上登之助
    - 第12話「謎の幽霊船、鬼も泣いたか島原哀歌」（1990年） - 松山

  - また又・三匹が斬る! 第10話「摩訶不思議、恋の行方と肉付面」（1991年） - 榊原将監
  - 新・三匹が斬る! 第1話(SP)「懸賞首、三つ揃って夢道中」（1993年） - 鳥居甲斐守
  - 痛快・三匹が斬る! 第1話(SP)「帰ってきた千石、刃傷松の廊下に踊る悪霊たち!?」（1995年）
- あぶない刑事 第37話 「暴発」（1987年、NTV / セントラル・アーツ） - 土井社長
- 12時間超ワイドドラマ / 花の生涯 井伊大老と桜田門（1988年、TX） - 戸田氏栄
- 火曜ミステリー劇場 / 逃亡者 十年目のめぐり逢い（1991年、ANB）
- 闇を斬る!大江戸犯科帳 第6話「忠義よりも武士道よりも」（1993年、NTV / ユニオン映画） - 猪俣謙良

## 出演作品（声優）

### テレビアニメ
- レディジョージィ（1983年 - 1984年、ABC / 東京ムービー新社） - ダンゲリング公爵
- ルパン三世 PARTIII 第5話「五右ェ門無双」（1984年、YTV / 東京ムービー新社） - オットー・ユルゲンス
- キャッツ・アイ（NTV / 東京ムービー新社）
  - 1stシーズン 第32話「美術館は危険がいっぱい」（1984年）
  - 2ndシーズン 第21話「悪党どもに鎮魂歌を」（1985年）

### 吹き替え

#### 俳優
ローン・グリーン
- 宇宙空母ギャラクティカ（ウィリアム・アダマ）
- パニック・イン・SST/デス・フライト（コール）

ロバート・ライアン
- 史上最大の作戦（ジェームズ・ギャビン准将）※日本テレビ版
- ネモ船長と海底都市（ネモ船長）

#### 映画
- ある愛の詩（オリバー・バレットIII世（レイ・ミランド））※日本テレビ・テレビ東京版
- エアポート'77/バミューダからの脱出（ニコラス・セント・ダウンズIII世（ジョセフ・コットン））※日本テレビ版
- 狼男アメリカン（J・S・ハーシュ医師（ジョン・ウッドヴァイン））
- ザ・シャーク（ダン・マーラー教授（バリー・サリヴァン））
- ジャッカルの日（トーマス警視（トニー・ブリットン））※日本テレビ版（思い出の復刻版ブルーレイに収録）
- 新バニシング IN 60″ スピードトラップ（ホーガン警部（モーガン・ウッドワード））
- 大空港'75/スカイパニック（機長（ロバート・スタック））
- 爆走!サイドカーレーサー（カーソン（ピーター・グレイブス））
- 燃える超高層ビル/ファイヤー・インフェルノ（ダン・オーヴァーランド（ジョン・フォーサイス））
- ミッドウェイ（フランク・J・フレッチャー少将（ロバート・ウェッバー））※日本テレビ版

#### ドラマ
- 宇宙空母ギャラクティカ（タイ大佐（テリー・カーター））
- 第一容疑者（1991年 - 2007年、マイケル・カーナン（ジョン・ベンフィールド）、フィンチ警部（ベン・マイルズ））